# James Mackenzie
James Mackenzie (Scone, 12 aprile 1853 – 26 gennaio 1925) è stato un fisiologo e cardiologo scozzese, pioniere nello studio di aritmie cardiache.

## Biografia

### Vita

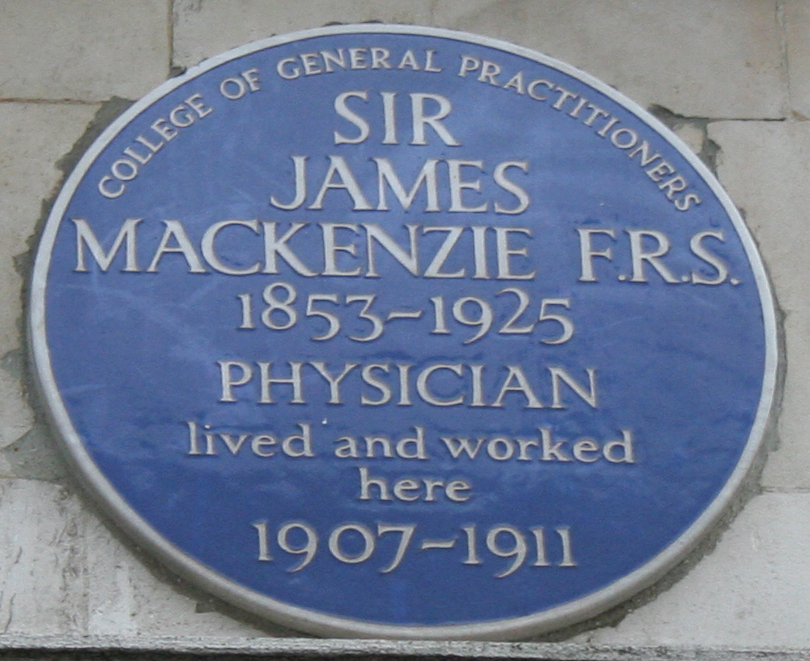
College of general practioners: Targa dedicata a James Mackenzie

James Mackenzie nacque in una famiglia di agricoltori. Frequentò l'Università di Edimburgo dove conseguì la laurea in medicina nel 1882. Per oltre venticinque anni fu medico di famiglia a Burnley, una cittadina nel Lancashire, in Inghilterra. Nonostante l'impegno gravoso e la mancanza di tempo libero, fu autore di molte ricerche originali e pubblicò numerosi lavori scientifici.
Nel 1887 sposò Frances Jackson e si recò in Italia in viaggio di nozze; dal matrimonio nacquero due figlie: Dorothy (nel 1888) e Jean (nel 1893). 
Alla fine del 1907 lasciò Burnley per Londra dove aprì uno studio specialistico, e la sua reputazione crebbe rapidamente. Nel 1915 lui accolto nella Royal Society e fu nominato baronetto.

### Attività di ricerca
- Fu uno dei primi medici a utilizzare lo sfigmografo di von Vierordt (l'antecedente dello sfigmomanometro di Riva Rocci) per la registrazione grafica del polso arterioso
- Fu inoltre il primo a registrare simultaneamente la pressione arteriosa carotidea e quella pressione venosa giugulare con uno strumento che lo stesso Mackenzie chiamò "poligrafo", e che si dimostrò molto utile per valutare le condizioni del cuore e per misurare i tempi sistolici e diastolici. Il poligrafo lo mise in grado di distinguere le aritmie innocue da quelle pericolose
- Nel 1890 scoprì le extrasistoli
- Dimostrò anche l'efficacia della Digitale nel trattamento di aritmie
- Mackenzie si interessò anche al sistema termodinamico cardiaco, studiando il lavoro del muscolo cardiaco nelle trasformazioni termodinamiche

## Scritti
- James Mackenzie, Principles of diagnosis and treatment in heart affections, London, Henry Frowde, Hodder & Stoughton, 1916.
- James Mackenzie, Heart disease and pregnancy, London, Henry Frowde, Hodder & Stoughton, 1921.
- James Mackenzie, Symptoms and their interpretation, London, Shaw & Sons, 1909.
- James Mackenzie, The future of medicine, London, Henry Frowde, Hodder & Stoughton, 1919.
- James Mackenzie, Angina pectoris, London, Henry Frowde, Hodder & Stoughton, 1923.
- James Mackenzie, Diseases of the heart, London, Henry Frowde, Hodder & Stoughton, 1908.
- James Mackenzie, The study of the pulse. Arterial, venous, and hepatic and of the movements of the heart, Edinburgh, Young J. Pentland, 1902.